# La Mamba
La Mamba è un EP del duo italiano Los Locos, pubblicato nel 2001 dall'etichetta discografica New Music International Srl. Contiene anche la canzone Mueve la colita, notissimo ballo di gruppo incluso anche nella colonna sonora del film La grande bellezza.

## Tracce
1. La Mamba (Radio Edit) - 3:30
2. La Mamba (Extended) - 4:59
3. Mueve la colita - 3:55
4. Wanne Wanne (Radio Edit) - 3:43